# Кристиан III Мориц (Саксония-Мерзебург)
Кристиан III Мориц фон Саксония-Мерзебург (на немски: Christian III Moritz von Sachsen-Merseburg; * 7 ноември 1680, Мерзебург; † 14 ноември 1694, Мерзебург) от албертинските Ветини, е през 1694 г. 25 дена номинален херцог на Саксония-Мерзебург.

## Живот
Той е най-възрастният син на херцог Кристиан II фон Саксония-Мерзебург (1653 – 1694) и съпругата му Ердмут Доротея фон Саксония-Цайц (1661 – 1720), дъщеря на херцог Мориц фон Саксония-Цайц (1619 – 1681) и втората му съпруга Доротея Мария фон Саксония-Ваймар (1641 – 1675).
След смъртта на баща му на 20 октомври 1694 г. 13-годишният Кристиан III Мориц го наследява на трона под регентството на саксонския курфюрст Фридрих Август I и на майка му. Той умира от едра шарка на 14 години след 25 дена управление на 14 ноември 1694 г. Погребан е в оловен ковчег в княжеската гробница в катедралата на Мерзебург. Наследен е от по-малкия му брат Мориц Вилхелм, който остава до 1712 г. под регентството на майка му.